# Simone Duarte
Simone Miranda Duarte (Rio de Janeiro, 1960) é uma atleta brasileira, campeã de canoagem oceânica em 1992, 1993 e 1995 pela ACERJ.

## Biografia
Em 1981, aos 21 anos, ingressou no Mosteiro da Santa Cruz, da Ordem Beneditina, no qual permaneceu um ano. Após sua saída, ingressou na Faculdade de Educação Física da UFRJ. Durante a faculdade começou a prática da Canoagem e rapidamente passou a competir pela seleção brasileira. 
	Conquistou medalhas de bronze nos campeonatos Pan-Americano (abril) e Sul-Americano (novembro) de 1989 e ainda, no mesmo ano, foi primeira atleta brasileira a representar o país num campeonato mundial de canoagem, realizado em Plovdiv, na Bulgária. Neste mesmo ano esteve em Madri duas vezes para concluir um curso de especialização em Técnica de Canoagem.
	Ainda no ano de 1989 empreendeu a Travessia do Rio-Paraty (fevereiro), Paraty-Ubatuba (maio). Tais travessias foram consideradas como treino para a travessia Rio-Santos (451 quilômetros) que foi realizada em 12 dias, em fevereiro de 1990. Foi considerada a primeira canoísta brasileira a fazer tal travessia solo em caiaque.  
Em julho de 1991 remou 450 Km, juntamente com uma expedição, cobrindo o trecho que separa Coari a Manaus.
Em abril de 1994 publicou livro contando sua experiência nas travessias feitas no estado do Rio de Janeiro. O livro foi reeditado em 2010.
Em setembro de 1997 empreendeu de caiaque a travessia solo Caravelas-Abrolhos, cobrindo em 11:30h os 75 quilômetros que separam a cidade e do arquipélago. 
Em novembro de 1999 empreendeu de caiaque a travessia solo de Pilão Arcado-Juazeiro (Rio São Francisco / 250 Km).
Sua mais recente travessia (2000) foi realizada em 36 horas e cobriu o trecho entre as cidades Angra dos Reis e Rio de Janeiro (160 km).